# Wisconsinská univerzita v Madisonu
Wisconsinská univerzita v Madisonu (anglicky University of Wisconsin–Madison, též známá jako UW–Madison, UW, či jednoduše jako Madison) je veřejná výzkumná univerzita v Madisonu ve státě Wisconsin, ve Spojených státech amerických. Byla založena zároveň se vznikem Wisconsinu jako státu, v roce 1848, je oficiální státní univerzitou státu Wisconsin a je nejen nejstarší, ale i největší univerzitou ve státě.

## Charakteristika
Univerzita je domovem 20 fakult, na kterých v roce 2018 studovalo 30361 studentů ve 136 bakalářských programech a 14052 studentů ve 148 magisterských či 120 doktorských studijních programech. S 21600 pedagogickými i nepedagogickými zaměstnanci je univerzita největším zaměstnavatelem ve státě. 
UW-Madison je také jednou z nejvýznamnějších výzkumných univerzit ve Spojených státech. Její rozpočet na výzkum v roce 2018 byl 1,2 miliardy dolarů, tedy osmý nejvyšší mezi americkými univerzitami. Univerzita je zakládajícím členem Americké asociace univerzit (anglicky Association of American Universities). K březnu 2020 univerzita počítá mezi své bývalé studenty a současné či bývalé profesory a výzkumné pracovníky 25 držitelů Nobelovy ceny, dva nositele Fieldsovy medaile a jednoho vítěze Turingovy ceny. Dále, k listopadu 2018, 14 současných generálních ředitelů společností na seznamu Fortune 500 jsou bývalými studenty UW-Madison, což je více než z kterékoli jiné americké univerzity.
Na škole funguje univerzitní atletický tým Wisconsin Badgers.

## Slavní absolventi (výběr)
- William C. Campbell - americký biochemik a parazitolog, převzal Nobelovu cenu v roce 2015
- Frank Lloyd Wright – architekt, k jehož známým stavbám patří např. Guggenheimovo muzeum
- Charles Lindbergh – letec, který jako první překonal Atlantský oceán
- Howard Hathaway Aiken - počítačový průkopník
- Fredric March - americký herec
- Jim Lovell – americký astronaut, velitel slavné mise Apollo 13
- Dick Cheney – americký byznysmen a bývalý viceprezident USA
- John Cusack – americký herec a producent
- Lawrence Eagleburger - ministr zahraničních věcí Spojených států amerických
- Joyce Carol Oatesová – americká spisovatelka a dramatička
- Eudora Weltyová – americká spisovatelka a novinářka ve státě Mississippi